# Aédé
Pour les articles homonymes, voir Aédé (homonymie).
Dans la mythologie grecque, Aédé ou Aœdé (en grec ancien Ἀοιδή / Aoidế, en latin Aoede) est l'une des Muses originelles.
Muse du « chant » (signification de son nom), elle est, selon Pausanias, la sœur de Mnémé et Mélété, et habite l'Hélicon,. Certains auteurs latins précisent qu'elle est fille de Zeus et Plousia, et la sœur d'Arché, Mélété et Thelxinoé.

## Famille
Fille de Zeus (dieu du ciel et de la foudre et souverain des dieux) et de Mnémosyne (déesse de la mémoire et inventrice du langage), Aédé a pour sœurs Mnémé et Mélété. 
Aédé a également de nombreux demi-frères et demi-sœurs de par son père, l'abondante progéniture de Zeus.

## Fonctions
Aédé était la Muse du Chant.
L'association entre les trois Muses peut se comprendre en termes de transmission de connaissance. Il y a la voix (Aédé), un effort de compréhension (Mélété) et une mémorisation rendue possible (Mnémé). Pour connaitre, il faut qu'un savoir soit exprimé (chanté par un aède), qu'une personne fasse l'effort de le recevoir intellectuellement suffisamment pour qu'il pénètre sa mémoire.

## Évocation moderne
Aédé, un des satellites naturels de Jupiter, porte son nom.